# Fisktjärnarna, Härjedalen
Fisktjärnarna är en sjö i Bergs kommun i Härjedalen och ingår i Ljungans huvudavrinningsområde.